# Moj grijeh
Moj grijeh (španjolski Mi Pecado) je meksička telenovela koju je producirala Televisa. Glavne uloge igraju Maite Perroni, Daniela Castro, Sergio Goyri, Eugenio Siller, Sabine Moussier i Francisco Gattorno.

## Sinopsis
Paulino Córdoba, Gabino Roura, Rodolfo Huerta i Matías Quiroga su bili najbolji prijatelji od ranog djetinjstva, no kad su odrasli, promijenili su im se prioriteti i pogledi na život. Jedan grijeh prijeti narušavanju njihovog prijateljstva.
Paulino je vlasnik hacijende "El Milagro", najvećeg voćnjaka jabuka. U braku je s Rosario i s njom ima dvoje djece, blizance Cesara i Lucreciju. Rosario je uvijek pokazivala ljubav i dobrotu prema Cesaru, no Lucreciju je odbacila i često je ponižavala. Svu potrebnu majčinsku ljubav Lucrecia je dobivala od Rosarijine sluškinje Delfine, ujedno i Manuelove majke. Lucrecia i Manuel se smatraju bratom i sestrom "po mlijeku", s obzirom na to da ih je Delfina oboje othranila. Najbolji Lucrecijin prijatelj je Julian Huerta. Dijele zajedničke interese i prijateljstvo se, prolaskom godina, pretvori u veliku ljubav.
Gabino Roura je ambiciozni čovjek koji truje vlastitu ženu Ines kako bi se dočepao njenog nasljedstva. Gabino manipulira svoje prijatelje i vlastitu djecu, Carmela i Teresu. Vlasnik je plodne zemlje koju iznajmljuje Paulinu, te zajednički kontroliraju distribuciju i komercijalizaciju jabuka. Rodolfo je učitelj u selu San Pedro, pošten je i radišan muškarac. U braku je s Justinom, senzualnom ženom koja je nezadovoljna slabim dohotkom kojeg Rodolfo donosi u kuću. Rodolfo i Justina su Julianovi i Josueovi roditelji. Justina je bitna karika u prijateljskom odnosu Rodolfa, Paulina i Gabina. Matías Quiroga, seoski svećenik, s tjeskobom promatra svoje prijatelje (koji su sada neprijatelji) i prepreku ljubavi Lucrecije i Juliana. Na nesreću, oboje su umiješani u nesreću u kojoj mali Cesar pogiba, te iako su nevini, Rosario ih oboje krivi za smrt svog voljenog sina. Pošto Rosario ne može podnijeti Lucreciju, Paulino je prisiljen odvesti kćer s imanja i distancirati je od Rodolfove obitelji. Od tog trenutka, Juliana prati loš glas u selu, te mu je nadjenut nadimak "El Chamuco".
Godine prolaze i Julian i Lucrecia se ponovno susreću. Plamen njihove ljubavi se ponovno rasplamsa, te su oboje spremni preći sve prepreke do prave sreće. U tom im pomažu uvijek vjerna služavka Delfina, njen suprug Modesto i Manuel, koji usprkos što je zaljubljen u Lucreciju, pomaže prijateljima u nevolji.
No, Lucrecia se u grad nije vratila sama, već u društvu sestrične Renate, kapriciozne djevojke koja želi imati sve ono što ima Lucrecia. Paulino prolazi kroz tešku ekonomsku situaciju, te mu Gabino ponudi svoju pomoć, no samo ako se Lucrecia pristane udati za njega. Ljutiti Carmelo ubija vlastitog oca, no za zločin biva optužen Julian. Kako bi izbjegla očevu propast i spasila Juliana od zatvora, Lucrecia se pristane udati za Carmela. Ljutiti Julian, ne znajući istinu, odlazi iz sela uvjeren da ga je Lucrecia prevarila.
Lucrecia je sada u braku bez ljubavi s Carmelom, te je uz sve to izgubila i hacijendu "El Milagro". Prolaze mjeseci i u selu kruži priča kako je hacijenda dobila novog vlasnika - Juliana Huertu. Carmelo sazna da se Julian vratio u selo i dolazi do pravog rata za Lucrecijinu ljubav.

## Zanimljivosti
- Uloga Rodolfa Huerte je ispočetka bila ponuđena glumcu i voditelju Ernestu LaGuardiji, koji je ulogu odbio zbog voditeljske uloge u emisiji Hoy (Danas). Umjesto njega, ulogu je dobio Francisco Gattorno koji se ovom ulogom vratio na Televisu nakon skoro 8 godina odsustva.
- Na audiciju za glavnu mušku ulogu su pristupili Valentino Lanus, Erick Elias, Jose Ron i Eugenio Siller, a ulogu je dobio potonji.
- Sabine Moussier je završila snimanje svojih posljednjih scena prije ostatka glumačke ekipe zbog zdravstvenih problema.
- Ulogu negativke Lorene je prvotno ponuđena glumici Ingrid Martz, koja ju je morala odbiti zbog glavne uloge u telenoveli Zacatillo, mjesto u tvom srcu (Zacatillo, un lugar en tu corazon). Ulogu je dobila Altair Jarabo, netom izašla iz telenovele U ime ljubavi (En nombre del amor).

## Glumačka postava

### Protagonisti
| Glumac         | Lik                               |
| -------------- | --------------------------------- |
| Maite Perroni  | Lucrecia Cordoba Pedraza          |
| Eugenio Siller | Julian "El Chamuco" Huerta Almada |

### Antagonisti
| Glumac         | Lik                          |
| -------------- | ---------------------------- |
| Sergio Goyri   | Gabino Roura †               |
| Daniela Castro | Rosario Pedraza de Cordoba † |
| Armando Araiza | Carmelo Roura Valdivia       |
| Jessica Coch   | Renata Valencia †            |

### Sporedne uloge
| Glumac/ica         | Lik                          |
| ------------------ | ---------------------------- |
| Sabine Moussier    | Justina Almada de Huerta     |
| Roberto Blandon    | Paulino Cordoba †            |
| Francisco Gattorno | Rodolfo Huerta               |
| Tina Romero        | Asuncion "Chona" Torres      |
| Magda Karina       | Delfina "Fina" Soto          |
| Sergio Reynoso     | Ernesto Mendizabal †         |
| Jackie Garcia      | Blanca "Blanquita" Quiroga   |
| Gabriela Carrillo  | Teresa "Tere" Roura Valdivia |
| Vannya Valencia    | Lorena Mendizabal #1         |
| Altair Jarabo      | Lorena Mendizabal #2         |
| Maria Prado        | Rita Lopez                   |
| Diego Amozurrutia  | Josue Huerta Aldama          |
| Aldo Gallardo      | Manuel Soto                  |
| Claudia Cervantes  | Toña                         |
| Gilberto de Anda   | Fidel Cruz †                 |
| Salvador Sanchez   | Matias Quiroga               |
| Antonio Medellin   | Modesto                      |
| Ursula Pratts      | Matilde                      |
| Claudio Baez       | Luciano Ordorica             |
| Ricardo Franco     | Miguel                       |
| Dacia Alcaraz      | Irene                        |

### Gostujuće uloge
| Glumac/ica          | Lik                      |
| ------------------- | ------------------------ |
| Lucia Mendez        | Ines Valdivia de Roura † |
| Diego Velasquez     | Cesarin †                |
| Daniela Aedo        | Lucrecia (djevojčica)    |
| Adriano Zendejas    | Julian (dječak)          |
| Robin Vega          | Josue (dječak)           |
| Alejandro Cervantes | Manuel (dječak)          |
| Alejandro Speitzer  | Carmelo (dječak)         |

## Vanjske poveznice
- Službena stranica  Arhivirana inačica izvorne stranice od 4. travnja 2011. (Wayback Machine)